# Evarcha zimbabwensis
Evarcha zimbabwensis là một loài nhện trong họ Salticidae.
Loài này thuộc chi Evarcha. Evarcha zimbabwensis được Wanda Wesołowska & Cumming miêu tả năm 2008.